# Ajrisar
Ajrisar (armeniska: Այրիսար) är ett berg i Armenien. Det ligger i den norra delen av landet, 70 kilometer norr om huvudstaden Jerevan. Toppen på Ajrisar är 2 779 meter över havet, eller 292 meter över den omgivande terrängen. Bredden vid basen är 8,1 km.
Terrängen runt Ajrisar är kuperad åt nordost, men åt sydväst är den bergig. Närmaste större samhälle är Dilidzjan, 10,1 kilometer sydost om Ajrisar. 
Omgivningarna runt Ajrisar är en mosaik av jordbruksmark och naturlig växtlighet. Runt Ajrisar är det ganska tätbefolkat, med 58 invånare per kvadratkilometer.